# 차플리 케밥
차플리 케밥(파슈토어: چپلي کباب 차플리 카바브)는 파키스탄의 파슈툰식 다진 고기 케밥이다.

## 만들기
고기는 쇠고기나 양고기를 쓴다. 다진 고기에 양파, 마늘, 생강, 고추 등 향신채 다진 것과 잘게 썬 토마토, 고수 잎 등을 넣고, 깟씨, 석류씨, 아지바인, 쿠민, 후추 등 향신료를 간 가루와 고추 플레이크, 가람 마살라, 소금, 달걀, 밀가루나 옥수수가루 등을 넣어 잘 섞는다. 패티를 빚어서 기름에 지지거나 튀겨 낸다.

## 같이 보기
- 떡갈비
- 샤미 케밥